# Ligue d'amitié parlementaire Japon-Corée du Nord
La Ligue d'amitié parlementaire Japon-Corée du Nord (日朝友好議員連盟, Nicchō yūkō giin renmei) est une association regroupant des parlementaires japonais et nord-coréens.
En l'absence de relations officielles entre ces deux pays, la Ligue traite de questions qui seraient normalement discutées au niveau intergouvernemental.

## La délimitation des zones de pêche
Les zones de pêche entre le Japon et la Corée du Nord ont été délimitées par un accord non-gouvernemental signé en 1978, puis renouvelé en 1984, entre des représentants japonais et nord-coréens de la Ligue d'amitié parlementaire Japon-Corée du Nord.
Le renouvellement, de janvier 1982, de l'accord de 1978 a expiré dès juin 1982, après qu'une mission nord-coréenne fut interdite d'accès au Japon pour des motifs politiques.

## Le rôle de la Ligue d'amitié dans les discussions bilatérales
En l'absence de relations officielles au niveau ministériel, un parlementaire du Parti libéral-démocrate (au pouvoir au Japon), Masaaki Nakayama, agissant sur mandat du gouvernement, a eu des contacts officieux avec les autorités nord-coréennes en 1999, notamment pour régler la question des ressortissants japonais enlevés par des agents nord-coréens au cours des années 1970, dans un contexte de reprise des contacts bilatéraux.
En août 2000, Masaaki Nakayama, président de la Ligue parlementaire Japon-Corée du Nord, a reçu une délégation nord-coréenne dans le cadre de négociations pour l'établissement de relations diplomatiques.